# بيت الجعدالي (الحيمة الداخلية)

تعديل مصدري - تعديل

بيت الجعدالي هي إحدى قرى عزلة بلاد القبائل بمديرية الحيمة الداخلية التابعة لمحافظة صنعاء، بلغ تعداد سكانها 89 نسمة حسب تعداد اليمن لعام 2004.